# Joyrex J5 EP
Joyrex J5 EP é um EP de Richard D. James sob o pseudônimo Caustic Window. O lançamento é um vinil de 12 polegadas.
Todas as faixas, exceto a segunda faixa sem título no lado B, foram posteriormente relançadas no álbum Compilation .

## Lista de faixas
Lado A
| N.º            | Título               | Duração |  |
| 1.             | "Astroblaster"       | 5:27    |  |
| 2.             | "On The Romance Tip" | 5:04    |  |
| Duração total: | Duração total:       | 10:31   |  |

Lado B
| N.º            | Título         | Duração |  |
| 1.             | "Joyrex J5"    | 6:54    |  |
| 2.             | Sem título     | 3:42    |  |
| Duração total: | Duração total: | 10:36   |  |

- Nenhum título de faixa aparece na impressão do lançamento; os títulos das faixas vêm do lançamento posterior de Compilation, exceto a faixa sem título no lado B, que geralmente é apelidada de "R2D2".